# FC Basel Frauen
El FC Basel Frauen es la sección de fútbol femenino del F. C. Basilea suizo, fundado en 2009 juega en la Nationalliga A.

## Títulos
En la temporada 2013/14 se coronó como campeona de la Copa Femenina de Suiza al vencer por 2 - 1 al Sport Club Kriens.
En la temporada 2017/18 se consagró como subcampeón y obtuvo la clasificación a su debut europeo en la Liga de Campeones Femenina de la UEFA 2018-19.

## Palmarés
- Copa Femenina de Suiza (1): 2013/14.